# Peter Kölln
Koordinaten: 53° 45′ 4″ N, 9° 39′ 17″ O

Werksgelände, älterer Teil, am trocken gefallenen Elmshorner Hafen

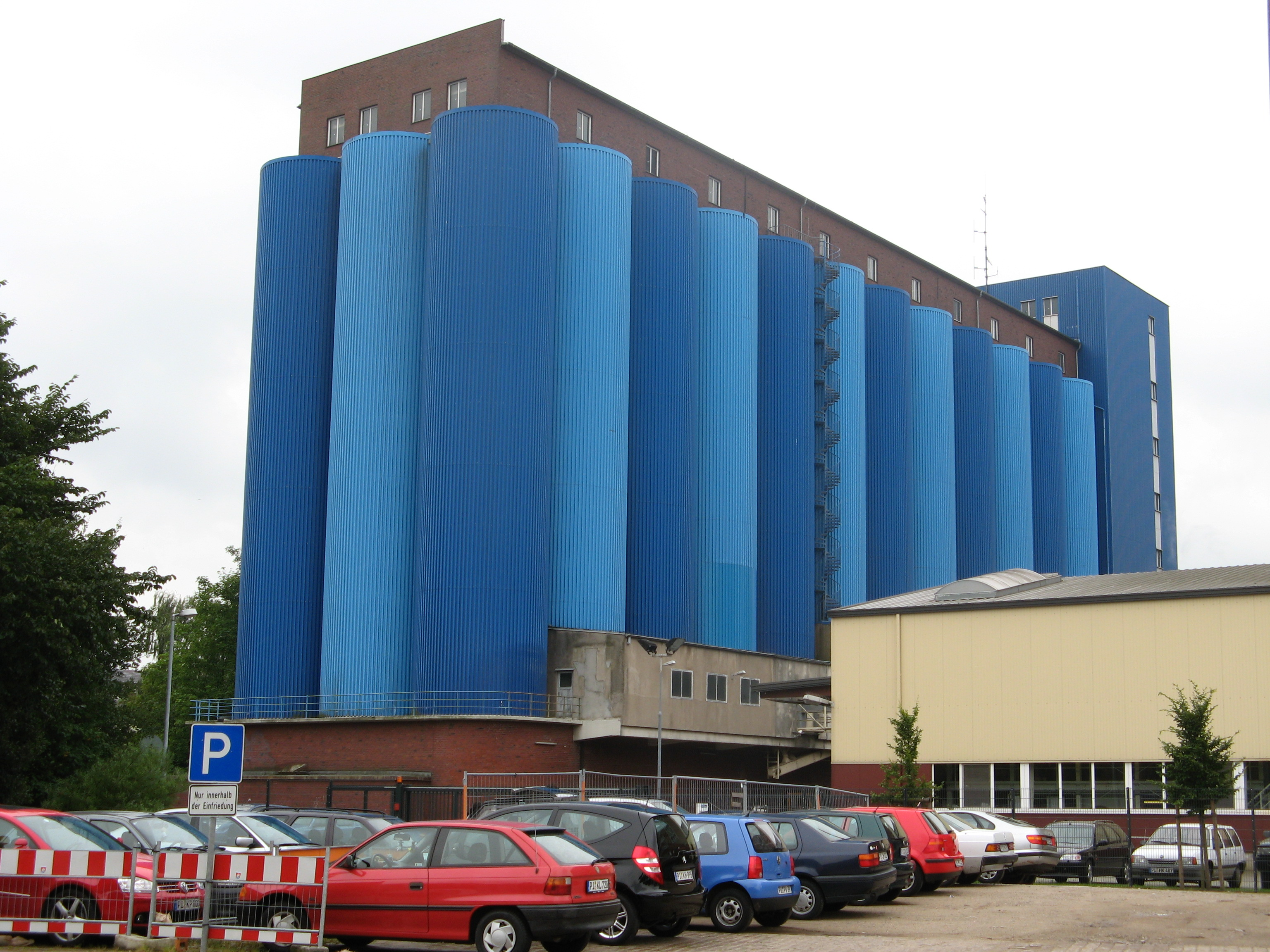
Kölln-Werksgelände, jüngerer Teil

Die Peter Kölln GmbH & Co. KGaA ist ein 1820 gegründeter Nahrungsmittelhersteller, der vor allem durch Haferflocken, hitzebeständige Öle und Fette sowie Speiseöle bekannt ist. Das Unternehmen mit Hauptsitz in Elmshorn in Schleswig-Holstein befindet sich noch immer in Familienbesitz.

## Geschichte
Hans Hinrich Kölln (1770–1812) erwarb 1795 eine pferdegetriebene Grützmühle. Dort produzierte er für die von Elmshorn nach Grönland auslaufenden Seefahrer Schiffszwieback. Im Zuge der Kriege nach der Französischen Revolution und der 1806 von Napoleon I. verhängten Kontinentalsperre geriet auch das Unternehmen in eine Krise. Das Geschäft wurde nach dem Tod von Hans Hinrich Kölln durch dessen Frau weitergeführt.
Ihr Sohn Peter Kölln (1796–1858) übernahm die Mühle und gründete 1820 das heutige Industrie-Unternehmen. Der Sohn des Gründers ersetzte das alte Göpelwerk durch eine Dampfmaschine. Neben dem Getreidegroßhandel, der bis zu Beginn des Ersten Weltkrieges der wirtschaftliche Schwerpunkt des Unternehmens war, entwickelten sich die Köllnflocken-Werke in den folgenden Jahren zu einem bedeutenden Haferverarbeiter. In den 1870er Jahren entstand eine neue Mühle und in den folgenden Jahrzehnten wurden die Produktionskapazitäten erweitert und technisch verbessert. Mit den 1937 als Warenzeichen eingetragenen „blütenzarten Köllnflocken“ in der dunkelblau-hellblauen Packung schuf Peter Kölln eine Marke. Daneben wurden Müslis und traditionelle Frühstücksflocken, aber auch Haferprodukte wie Schmelzflocken, Haferkleie-Flocken und Instant Flocken entwickelt.
Während des Zweiten Weltkriegs setzte das Unternehmen Kriegsgefangene und Zwangsarbeiter ein.
Ernsthermann Kölln (* 24. März 1923 in Elmshorn; † 28. Januar 2020) war von 1956 bis 1998 Alleininhaber, bis er die Geschäfte an seinen Schwiegersohn Hans Heinrich Driftmann übergab. Bis 2015 war er Vorsitzender des Aufsichtsrates, anschließend bis zu seinem Tod dessen Ehrenvorsitzender.
2004 erwarb das Unternehmen Pomps Kindergrieß und Edelweiss Milchzucker sowie die Marken „Livio“, „Biskin“, „Palmin“ und „Becht’s Speiseöl“ von der zum Konzern Unilever gehörenden Union Deutsche Lebensmittelwerke. Mitte 2009 wurde die Livio-Markenlizenz für Ketchup, Mayonnaise und Dressings an das Feinkostunternehmen Homann, das damals zur Beteiligungsgesellschaft IFR Capital von Heiner Kamps gehörte, veräußert.
2014–2022 wurde in der Hamburger Steinstraße ein Flagshipstore unter dem Namen „Kölln Haferland“ betrieben, von 2017 bis 2022 gab es mit dem „Kleinen Haferland“ ein zweites Ladengeschäft in Westerland auf Sylt. 2015 konnte Kölln von Unilever mit der Marke „Mazola“ eine weitere Speiseölmarke erwerben und ist dadurch nicht nur deutscher Marktführer bei den Cerealien, sondern auch bei den Speiseölen und -fetten.
Seit 2024 führt die Juristin Friederike Driftmann-Egelhof als Vorsitzende der Geschäftsführung und Hauptgesellschafterin das Familienunternehmen in 7. Generation.

## Schifffahrt
Über viele Jahre wurde Hafer über die Krückau und den mittlerweile verschlickten Elmshorner Hafen angeliefert. Vier Motorschiffe, die Kornblume, Korngarbe, Kornähre und die Klostersande fuhren in den Hausfarben von Peter Kölln. Die letzte Abfahrt der Klostersande war am 21. November 2000. Die Klostersande liegt seit 2016 als Museumsschiff in Elmshorn.

## Haferflockenbilder
Über mehrere Jahrzehnte wurden den Packungen für Haferflocken Sammelbilder beigefügt. Vorbild für dieses Werbemittel waren die Liebigbilder. Das Unternehmen unterhielt dazu eine eigene Tauschzentrale. Entsprechende Sammelalben zum Einkleben der Bilder wurden hierfür herausgegeben.